# Fritz Joachim Otto
Fritz Joachim Otto (* 18. November 1916; † 1993) war ein deutscher Kameramann und Unternehmer in der optischen Industrie.

## Kindheit und Jugend
Fritz Otto wurde während des Ersten Weltkriegs in Dresden geboren und lebte die ersten Jahre mit Mutter und Großeltern in Freiberg/Sachsen. Nach Rückkehr des Vaters von der Ost-Front zog die Familie nach Berlin-Friedenau in die Schmargendorfer Straße. Sein Vater war 1922 Mitgründer der Berliner Astro-Gesellschaft Bielicke & CO („Astro-Berlin“), einer feinmechanisch-optischen Werkstätte. 1926 wurde Otto Mitglied des Bundes Deutscher Bibelkreise. Nach dem Abitur 1936 machte er ein Praktikum bei der Deutschen Versuchsanstalt für Luftfahrt und begann Physik mit Schwerpunkt Optik zu studieren. Otto schloss das Studium nicht ab.

## Kameramann für Organisation Todt und Wochenschau
Statt des Studiums entschied sich Otto für den Beruf des Kameramanns. Er arbeitete zunächst als Kameraassistent. 1942 wurde er Kameramann und Kriegsberichterstatter der Organisation Todt. Otto hatte den Dienstgrad eines Haupttruppführers (in etwa Stabsfeldwebel) inne und drehte Farbfilme über die großen Baustellen der Organisation Todt am Atlantik (z. B. U-Boot-Bunker von La Rochelle, Atlantikwall).
Ab 1943 arbeitete Otto bis zum Ende des Krieges für die Deutsche Wochenschau der UFA als Kameramann. Unter anderem machte Otto Aufnahmen von den Angeklagten des Attentats auf Hitler vom 20. Juli 1944, als diese vor dem Volksgerichtshof standen. Weiterhin trug er zu einem Film über den Aufstand polnischer Nationalisten (Warschauer Aufstand) 1944 als Kameramann bei.

## Mitgesellschafter und Geschäftsführer von Astro-Berlin
Nach Kriegsende trat Otto 1945 in das vom Vater mitgegründete Unternehmen Astro-Gesellschaft ein, das ebenfalls in der Schmargendorfer Str. in Berlin-Friedenau Quartier nahm. Im Folgejahr wurde Ottos Sohn Jörg Hendrik geboren. Otto wurde Geschäftsführer von Astro-Berlin und übte diese Tätigkeit bis 1987 aus, beriet das Unternehmen aber weiter.
Noch 1951 filmte Otto den Boxkampf zwischen Hein ten Hoff und Jack Gardner. Ab 1960 fungierte er auch als Gutachter für optische Geräte (Aufnahme- und Wiedergabeoptiken).

## Ehrenamtliches Engagement
Im Jahr 1950 trat Otto dem Verband der Filmschaffenden bei und wurde später Erster Vorsitzender des Vereins. Als begeisterter Segler stiftete er 1991 der Schiffergilde zu Berlin den Fritz-Joachim-Otto-Gedächtnispreis für Nachwuchssegler von Vereinen des Berliner Segler-Verbandes.